# جيف سيمونز (محرر)
جيف سيمونز (بالإنجليزية: Geoff Simons)‏ هو محرر أمريكي، ولد في 1939، وتوفي في 31 أغسطس 2011.